# Maçka

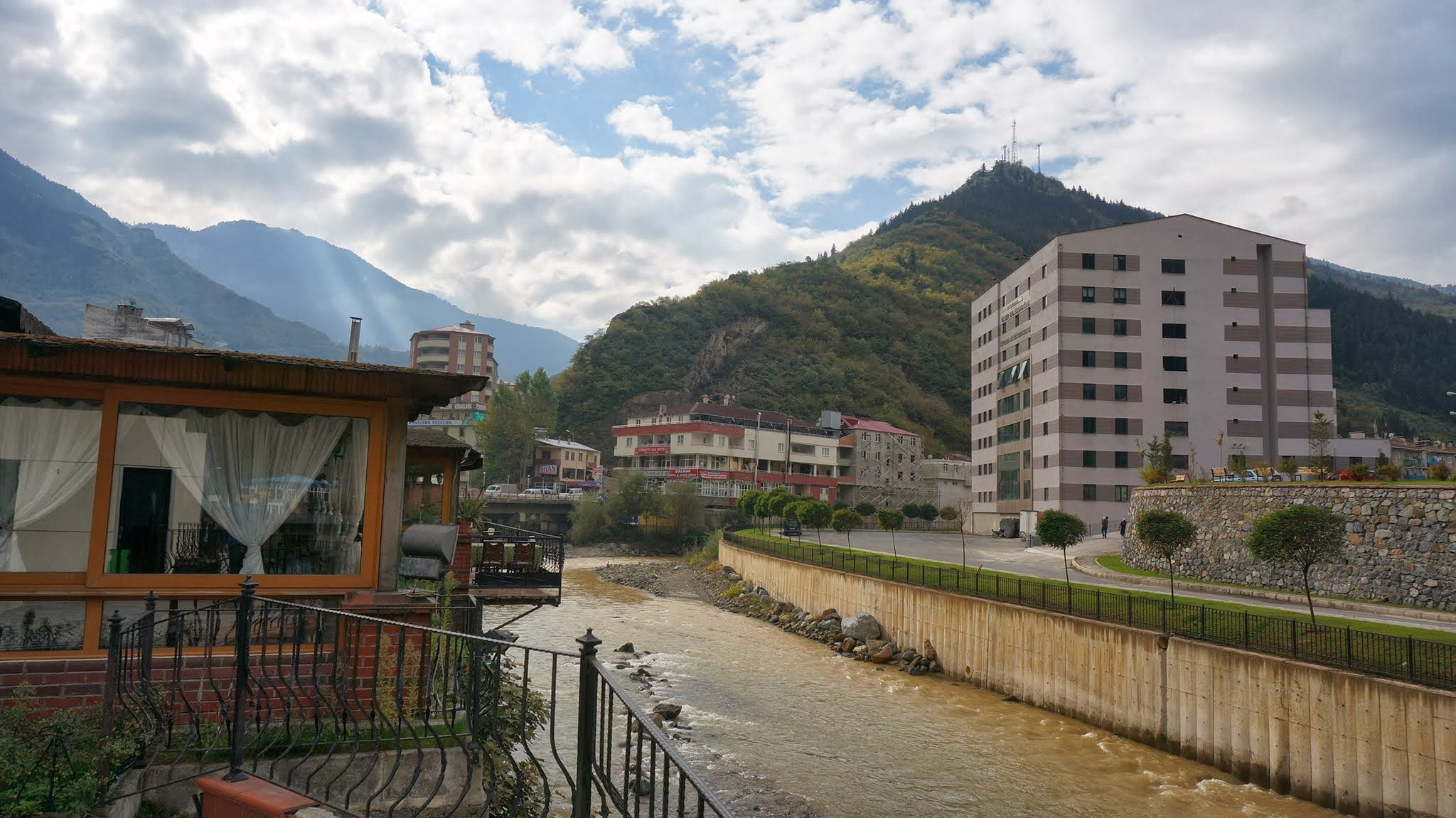
A view of Maçka

Maçka là một huyện thuộc tỉnh Trabzon, Thổ Nhĩ Kỳ. Huyện có diện tích 968 km² và dân số thời điểm năm 2007 là 24832 người, mật độ 26 người/km².